# Barbablù (film 1951)
Barbablù (Barbe-Bleue) è un film del 1951, diretto da Christian-Jaque.

## Produzione
Il film, una co-produzione franco-svizzera-tedesca, fu prodotto dalle compagnia Alcina, Como Film e Union-Film.
Venne girato parte a Chierese, nel Tirolo in Austria, parte negli studi Franstudio di Joinville-le-Pont.

## Distribuzione
Il film fu presentato il 30 giugno 1951 alle Journées du Cinéma de Carcassone uscendo poi nelle sale francesi, distribuito dalla Cinédis, il 28 settembre. In Italia, il film venne distribuito dalla Artisti Associati.